# هدور دورجا
تفسير سانتالي لماهيشاسورا، المسمى هودور دورجا، هو إله شعب سانتال خيروال، الذي يُدعى ماهيشاسورا في الهندوسية. يعتبر السانتال الإلهة الهندوسية دورجا شريرة وعلى النقيض من ذلك يعبدون ماهيشاسورا.

## علم أصل الكلمة
كلمة "هدور" تعني البرق، وكلمة "دورجا" تعني الحامي، والمعنى المشترك للكلمة هو الحارس القوي ضد البرق.

## أسطورة

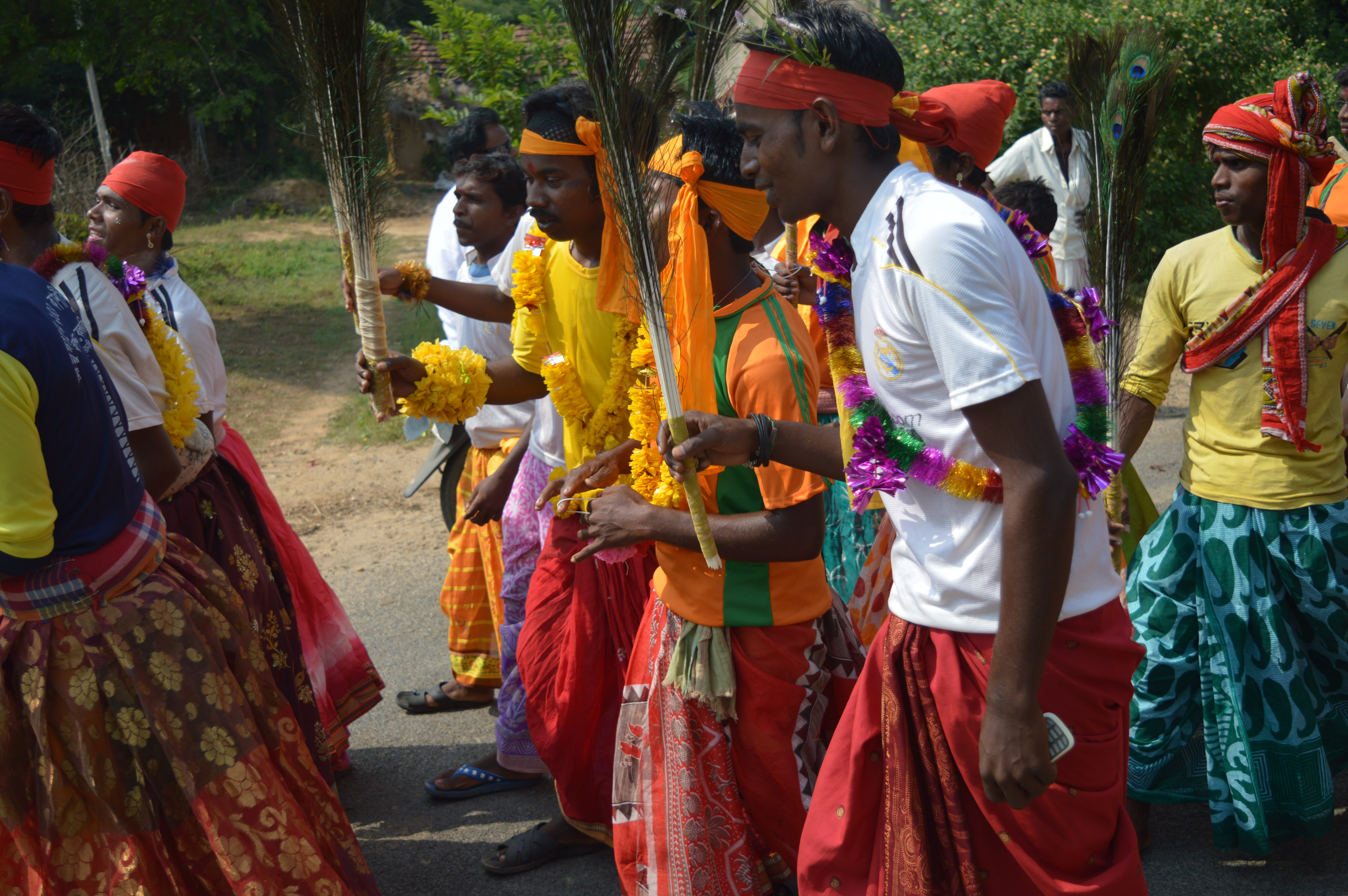
رقصة داساي في شوارع منطقة بوروليا

وفقًا لقبيلة خيروال سانتال وأسورا في جارخاند، الهند، كان هودور دورجا هو جدهم الألفي، ملك قرية تسمى تشايشامبا. كان ملكًا قويًا وقويًا للغاية. لم يتمكن الآريون من هزيمته بعد وصولهم إلى الهند. ثم بدأوا في التفكير في طرق لقتل الملك بطرق مختلفة. اكتشفوا أن الملك كان أنثويًا للغاية وأن النساء كنّ محترمات للغاية في مجتمعهم. لذلك أرسل الآريون امرأة جميلة ذات بشرة فاتحة كجاسوسة لاغتيال الملك، وفي بعض الحالات، كانت المرأة متورطة في الدعارة. اقترح الآريون الزواج من الملك، وأعجب الملك بمظهر المرأة، ووافق على الزواج منها. قضى الملك الليالي مع المرأة لمدة سبعة أيام بعد الزواج، وفي اليوم السابع قتلت المرأة الملك. عند سماع خبر وفاة الملك، غزا الآريون المملكة للاستيلاء عليها، واستحم رجال المملكة، بناءً على نصيحة معلمهم، في نهر ساراسواتي، متنكرين في هيئة نساء، وفروا من المملكة لأداء رقصة داساي. يزعم السانتال أن الآريين بالغوا في تصوير المرأة على أنها الإلهة دورجا والملك على أنه ماهيشاسورا في كتبهم المقدسة باعتباره امرأة الحادث، ويزعمون أيضًا أن اسم ملكهم هودور دورجا قد ذُكر بشكل غير صحيح على أنه اسم المرأة. أثناء دورجا بوجا، لا يعبدون دورجا بل يعبدون ماهيشاسورا ويحزنون على النساء من خلال رقص داساي على طول الطريق. وبحسب العديد من الادعاءات، وبسبب حقيقة أن المرأة كانت مومسًا، يستخدم الهندوس بول البقر ومياه نهر الجانج وروث البقر بالإضافة إلى تربة بيوت الدعارة (أربعة جي: جوموترا، جوبار، جانجاجال أو تربة جانيكالايا (بيت دعارة)) لصنع أصنام دورجا في دورجا بوجا.

## أنظر أيضاً
- التشابه بين موسى وكريشنا
- فصول في أديان الهند الهندوسية والبوذية والجينية والسيخية وعلاقة التصوف بها
- الهندوسية وتأثر بعض الفرق الإسلامية بها